# マーヴィン・ピーク
マーヴィン・ローレンス・ピーク（Mervyn Laurence Peake、 1911年7月9日 - 1968年11月17日）は、イギリスのファンタジー作家、画家、詩人、イラストレーター。

## 生涯
父が医師であり、中国で医療伝道活動を行なっていたため江西省に生まれる。のちに一家は天津へ引っ越してロシア人の住宅に住んだのち、イギリスへ帰国。ピークはエルサム・カレッジを卒業後、クロイドン美術学校に在籍し、ロイヤル・アカデミー・スクールズに入学。画家となるために学ぶ。学生時代に短篇小説「灰のひと撫で」を執筆。ウェストミンスター美学校でメーヴ・ギルモアと知り合い、結婚する。
画家としてルイス・キャロルの『スナーク狩り』、ロバート・ルイス・スティーヴンソンの『ジキル博士とハイド氏』や『宝島』などの挿絵を手がけるが、経済的な苦境が続く。恋愛詩をウォルター・デ・ラ・メアに評価され、夫妻でデ・ラ・メアの私邸を訪問したこともある。
第二次世界大戦に兵役についたときに神経を病み、自作の戯曲The Wit To Woo（未訳）が不評だったため病状は悪化する。病気が進行するなかで『タイタス・グローン』『ゴーメンガースト』『タイタス・アローン』を執筆するが、シリーズの4冊目は未完のまま病没した。

## 作品
『ゴーメンガースト三部作』として知られるシリーズで有名だが、書き上げられた作品は、ピークが長篇シリーズとして構想したものの始まりにあたる。主人公タイタス・グローンの生涯を描く続編が予定されていたが、ピークの死でシリーズが未完に終わったため、現在では一般には三部作とみなされている。同時代のJ・R・R・トールキンの作品と比較されることも多いが、ピークの超現実的なフィクションは若い頃に愛読したチャールズ・ディケンズやロバート・ルイス・スティーヴンソンの影響であり、トールキンの神話学や言語学の研究の影響を受けていない。
その他にピークが書いたものには、数々のナンセンス詩、子供向けの物語（『行方不明のヘンテコな伯父さんからボクがもらった手紙』）、ラジオ・ドラマ、 'Mr Pye' （比較的綿密に構成された小説で、作品名の由来となった主人公の福音主義的な主張や気楽な世界観を、神が暗に嘲笑するというもの）などがある。
ピークは最初、1930年代から1940年代に画家およびイラストレーターとして名をなした。当時のピークはロンドン在住で、しばしば著名人の肖像画の制作に起用された。ピークの家族は今も当時のスケッチを所持している。生前にはそれほど有名になったわけではなかったが、ピークの作品は同業者や友人（ディラン・トマスやグレアム・グリーンら）からは高く評価されていた。ピークの作品は現在ロンドンのナショナル・ポートレート・ギャラリーや帝国戦争博物館に所蔵されている。

## 主な著作
- Captain Slaughterboard Drops Anchor (1939).
- Shapes and Sounds (1941).
- Rhymes without Reason (1944).
- Titus Groan (1946). 　邦訳『タイタス・グローン』　浅羽莢子訳、東京創元社〈創元推理文庫〉、1985年。 - 序文はアントニー・バージェス、解説は荒俣宏。
- The Craft of the Lead Pencil (1946).
- Letters from a Lost Uncle (from Polar Regions)  (1948). 　邦訳『行方不明のヘンテコな伯父さんからボクがもらった手紙』　横山茂雄訳、国書刊行会、2000年。
- Drawings by Mervyn Peake (1949).
- Gormenghast (1950). 　邦訳『ゴーメンガースト』　浅羽莢子訳、東京創元社〈創元推理文庫〉、1987年。
- The Glassblowers (1950).
- Mr Pye (1953).
- Figures of Speech (1954).
- Titus Alone (1959). 　邦訳『タイタス・アローン』　浅羽莢子訳、東京創元社〈創元推理文庫〉、1988年。
- The Rhyme of the Flying Bomb (1962).
- Poems and Drawings (1965).
- A Reverie of Bone and other Poems (1967).
- Selected Poems (1972).
- A Book of Nonsense (1972).
- The Drawings of Mervyn Peake (1974).
- Mervyn Peake: Writings and Drawings (1974).
- Twelve Poems (1975).
- Boy in Darkness (1976)
- Peake's Progress (1978).
- 『死の舞踏』　高木国寿訳、東京創元社〈創元推理文庫〉、1988年。 - 日本オリジナル短篇集。
  - The Touch O' The Ash「灰のひと撫で」
  - Mr. Slaughterboard「海賊船長スローターボード氏」
  - Same Time, Same Place「同じ時間に、この場所で」
  - Dance Macabre「死の舞踏」
  - Boy in Darkness「闇の中の少年」
- Ten Poems (1993).
- Eleven Poems (1995).
- The Cave (1996).
- Boy in Darkness and other stories (2007)
- Collected Poems (2008).

## 映像化作品
- Gormenghast　『ゴーメンガースト』　BBC制作